# Мајка (ТВ серија)
Мајка (тур. Anne) турска је телевизијска серија, снимана 2016. и 2017.
У Србији је приказивана 2017. на телевизији Прва.

## Синопсис
Зејнеп је млада жена која се плаши везивања, с обзиром на то да живи с траумама из детињства. Када је имала пет година, мајка Гонул ју је напустила пошто је убила њеног оца. Након тога је завршила у затвору. Зејнеп је постала усвојена кћи богаташице Џахиде, која ју је од првог дана волела као сопствено дете. Упркос томе, девојчица се одувек осећала као сироче, због чега је израсла у интровертну девојку, којој је самоћа у многим ситуацијама била једино друштво.
Пошто је завршила факултет, Зејнеп се као фотографкиња пријавила за учешће у пројекту праћења миграције птица. Међутим, бирократија је мало успорила њен ангажман, због чега је била приморана да пронађе додатни извор прихода. Почела је да ради као учитељица — посао који је сматрала нужним злом — и сваког дана једва чекала завршетак наставе будући да није остварила блискост с малишанима. Међутим, све се променило када је упознала девојчицу Мелек.
Она је симпатична цурица пуна живота, упркос психофизичком насиљу којем је свакодневно изложена код куће. Кад Зејнеп коначно добије вести о учешћу у пројекту о миграцији птица, одлучује да сврати до Мелекине куће, тек толико да се опрости од ње. Ту сазнаје да је девојчица остављена да умре у кеси за смеће. Зејнепин живот тада се мења из корена — постаје свесна да не може оставити невино биће на милост и немилост неодговорној мајци и њеном партнеру, па одлучује да спаси Мелек пакла у којем живи...

## Сезоне
| Сезона | Сезона | Број епизода (н) / (и)      | Приказивање у Турској               | Приказивање у Србији                       |
| ------ | ------ | --------------------------- | ----------------------------------- | ------------------------------------------ |
|        | 1      | 33 / 85 (1 — 33) / (1 — 85) | 25. октобар 2016 — 20. јун 2017. () | 18. септембар 2017 — 24. децембар 2017. () |

## Улоге
| Глумац:          | Улога:                   |
| ---------------- | ------------------------ |
| Џансу Дере       | Зејнеп Гунеш Демир       |
| Берен Гокјилдиз  | Мелек Акчај Турна Гунеш  |
| Вахиде Перчин    | Гонул Аслан Тета Шепртља |
| Гуленај Калкан   | Џахиде Гунеш             |
| Гонџа Вуслатери  | Шуле Јилдиз              |
| Беркај Атеш      | Џенгиз Јилдиз            |
| Џан Нергис       | Али Архан                |
| Ализе Гордум     | Гамзе Гунеш              |
| Ахсен Ероглу     | Дуру Гунеш               |
| Серхат Теоман    | Синан Демир              |
| Мерал Четинкаја  | Мајка Зејнеп             |
| Али Суреја       | Мерт                     |
| Умут Јигит Ванли | Сарп                     |
| Онур Дикмен      | Рифат                    |